# Hysterochelifer tuberculatus ibericus
Hysterochelifer tuberculatus ibericus es una subespecie de arácnido del orden Pseudoscorpionida de la familia Cheliferidae.

## Distribución geográfica
Se encuentra en España.